# Vaiden (Mississippi)
Pour les articles homonymes, voir Vaiden.
Vaiden est une ville américaine située dans le comté de Carroll, dans le Mississippi. Selon le recensement de 2020, sa population est de 907 habitants.